# Borowiska
Borowiska – część wsi Gozdy w Polsce położona w województwie łódzkim, w powiecie sieradzkim, w gminie Brzeźnio.
W latach 1975–1998 Borowiska administracyjnie należały do województwa sieradzkiego.